# Alessandro Sisti

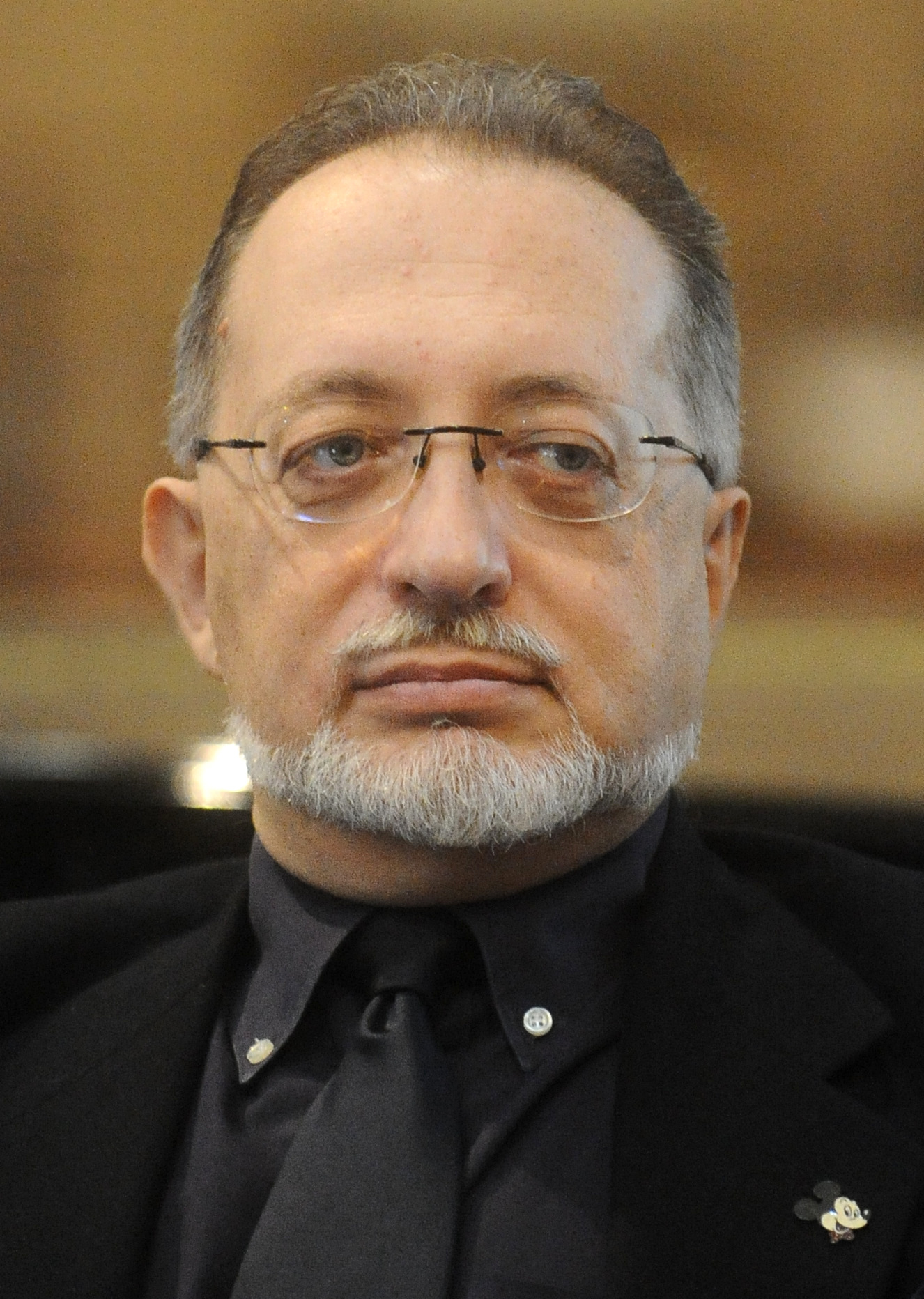
Alessandro Sisti a Lucca Comics & Games 2016

Alessandro Sisti (Broni, 7 luglio 1960) è uno sceneggiatore italiano.

## Biografia
Alessandro Sisti nasce a Broni in provincia di Pavia, ma cresce a Genova, dove sin dal 1977 inizia a collaborare come disegnatore con lo studio di Franco Fossati all'epoca responsabile delle sceneggiature di Topolino. 
Nel 1982 esce sul numero 1365 di Topolino la sua prima avventura: Topolino e il mistero dei Satelliti.
Sisti inizia anche a collaborare come giornalista scrivendo per svariate testate locali dapprima liguri, successivamente di Venezia, dove si trasferisce nel 1985. Continua intanto a scrivere sceneggiature per la Disney, ma anche per altri fumetti come per esempio la serie Big Mac Fargo dedicata al mondo del wrestling che viene pubblicata nei primi anni novanta sul Corriere dei Piccoli.
Nel 1993, grazie anche all'esperienza giornalistica in campo economico produce con Massimo Marconi L'Economia di Zio Paperone, supplemento de il Sole 24 Ore.
Nel 1995 assieme a Ezio Sisto e l'allora direttore di Topolino Paolo Cavaglione progetta la serie a fumetti PK - Paperinik New Adventures, alla quale contribuisce a svilupparne l'intreccio, l'ambientazione e la genesi dei personaggi. Per PKNA Sisti scrive le sceneggiature di diciotto numeri, tra cui i tre numeri zero, che hanno dato l'avvio alla saga e la miniserie Lo zen e la fisica dei quanti.
Dopo la chiusura di PKNA il 20 dicembre 2000, continua a scrivere storie per il Progetto PK. Cura le sceneggiature di cinque numeri per la serie PK² e una per la serie PK - Pikappa, quella del numero 022: Trasporto valori.
Nel 1997 cura la sceneggiatura di Topolino-ino-ino, uscita il 14 ottobre sul numero 2185 di Topolino. La storia entra nel Guinness dei Primati per essere la storia più piccola del mondo.
Attualmente Alessandro Sisti risiede a Piacenza, ha insegnato all'Accademia Disney e tuttora alla Scuola del Fumetto di Milano e ha collaborato con la Walt Disney Italia, per la quale dal 2008 sta scrivendo alcune sceneggiature della serie DoubleDuck (adesso con Panini Comics).
Assieme alla collega di Topolino Paola Mulazzi ha scritto le sceneggiature della serie animata Ragazze dell'Olimpo.
Su Topolino, nel settembre 2021, a partire dal numero 3434 e fino al 3437, sceneggia la storia  "Zio Paperone e il centunesimo canto", dedicata ai 700 anni dalla scomparsa di Dante Alighieri.

## Riconoscimenti
Nel 1996 ha vinto il Topolone d'Oro per la migliore sceneggiatura, mentre nel 2024 gli è stato assegnato il Premio Papersera.